# هنري مكنيش
هنري مكنيش (بالإنجليزية: Henry McNish)‏ (11 سبتمبر 1874 — 24 سبتمبر 1930) ، الذي غالبًا ما يشار إليه باسم هاري مكنيش أو بالاسم المستعار تشيبي، كان النجار في بعثة السير إرنست شاكلتون الإمبراطورية العابرة للقارة القطبية الجنوبية في الفترة من 1914 إلى 1917. وكان مسؤولاً عن الأعمال المتعلقة بضمان بقاء الطاقم بعد تدمير سفينتهم، إنديورانس، عندما حوصرت في حزمة الجليد في بحر ودل. قام بتعديل القارب الصغير، جيمس كيرد، الذي سمح لشاكلتون وخمسة رجال (بما في ذلك مكنيش) بالقيام برحلة لمئات الأميال لإحضار المساعدة لبقية الطاقم. كان لمكنيش قطة، السيدة تشيبي، التي رافقته على متن الإنديورانس.